# 백골령의 마검
백골령의 마검은 한국에서 제작된 박윤교 감독의 1969년 영화이다. 방수일 등이 주연으로 출연하였고 황의식 등이 제작에 참여하였다.

## 출연

### 주연
- 방수일
- 도금봉
- 최인숙

## 제작진
- 조명: 방한기
- 미술: 김성배